# سیارک ۱۳۳۳۲
سیارک ۱۳۳۳۲ (به انگلیسی: 13332 Benkhoff، نامگذاری:1998SM58) سیزده هزار و سیصد و سی و دومین سیارک کشف شده‌است که در ۱۷ سپتامبر ۱۹۹۸ کشف شد.
قدر مطلق سیارک برابر ۲۰.۴ است.